# Naomi van Krevel
Naomi van Krevel (15 de mayo de 2000) es una deportista neerlandesa que compite en judo. Ganó una medalla de bronce en el Campeonato Europeo de Judo de 2025, en la categoría de –52 kg.

## Palmarés internacional
| Campeonato Europeo | Campeonato Europeo     | Campeonato Europeo | Campeonato Europeo |
| Año                | Lugar                  | Medalla            | Categoría          |
| ------------------ | ---------------------- | ------------------ | ------------------ |
| 2025               | Podgorica (Montenegro) | Medalla de bronce  | –52 kg             |